# Stolella evelinae
Stolella evelinae är en mossdjursart som beskrevs av Ernst Marcus 1941. Stolella evelinae ingår i släktet Stolella och familjen Plumatellidae. Inga underarter finns listade i Catalogue of Life.